# Lorenzo Povegliano
Lorenzo Povegliano (Palmanova, 11 novembre 1984) è un ex martellista italiano, campione continentale agli Europei juniores di Tampere 2003 e medaglia di bronzo alle Universiadi di Shenzhen 2011.
Nel 2012 è stato campione italiano sia agli assoluti che agli invernali di lanci e nel 2005 ha fatto tris di titoli italiani: universitari, nazionali promesse sia agli invernali di lanci che ai campionati di categoria.

## Biografia

### Inizi, società di appartenenza, prime medaglie ai campionati italiani giovanili ed esordi con le Nazionali giovanili
Prima di intraprendere la carriera di atleta, ha praticato diverse discipline sportive (judo, karate e ciclismo).
Risiede a Pasian di Prato (Udine), allenato dall'ex primatista nazionale Mario Vecchiato, si è arruolato il 18 maggio del 2004 nei Carabinieri, dopo aver militato nella Polisportiva Udinese ed essere poi passato alla Bruni Atletica Vomano Gran Sasso.
Per tre anni consecutivi (triennio 2002-2004) 4 volte vicecampione italiano di categoria (2 volte juniores ed altrettante promesse); settimo classificato assoluto ai campionati italiani invernali di lanci nel 2004.
Nel biennio 2002-2003 partecipa in Italia a due Incontri internazionali juniores: quarto posto a Gorizia tra Italia, Gran Bretagna e Spagna e secondo posto a Nove tra Italia e Gran Bretagna.

### 2003-2007: titolo continentale agli Europei juniores e titoli italiani giovanili
Otto medaglie vinte con cinque titoli giovanili nel biennio 2005-2006: doppietta di titoli italiani promesse sia agli invernali di lanci che ai campionati di categoria e titolo nazionale universitario nel 2005; medaglia di bronzo nel 2005 e d'argento nel 2006 agli italiani invernali di lanci, un altro bronzo agli assoluti di Torino 2006 (5º posto agli assoluti di Bressanone 2005).
2006, vittoria a Tolosa (Francia) nell'Incontro internazionale under 23 e under 20 di lanci lunghi tra Francia, Germania, Spagna ed Italia.
Tre medaglie vinte, ciascuna di metallo diverso, in altrettanti campionati italiani nel 2007: bronzo agli invernali di lanci, oro agli universitari ed argento agli assoluti.
Settimo classificato alle Universiadi di Bangkok in Thailandia.

### 2008-2011: l'infortunio al ginocchio sinistro ed il bronzo alle Universiadi
Nel 2008 ha dovuto subire un intervento di ricostruzione del legamento del ginocchio sinistro in seguito ad un infortunio subito durante un allenamento.
Bronzo agli italiani invernali di lanci nel 2008, salta poi per infortunio sia gli assoluti di Cagliari che gli italiani invernali di lanci del 2009; quarto classificato agli assoluti di Milano.
Nel biennio 2010-2011 vince 4 medaglie di bronzo, 2 ai campionati italiani invernali di lanci ed altrettante agli assoluti.
Si è laureato in medicina e chirurgia nel mese di ottobre del 2010 all'Università di Udine.
Il suo primato stagionale del 2011 di 76,96 m, ha costituito la ventitreesima prestazione mondiale dell'anno.
A Shenzhen in Cina ha vinto la medaglia di bronzo delle Universiadi.

### 2012-2013: i titoli italiani seniores e le presenze con la Nazionale assoluta
Biennio 2012-2013, sesto ed undicesimo posto nella Coppa Europa invernale di lanci rispettivamente a Bar (Montenegro) e Castellón (Spagna).
Apre il 2012 con un lancio di 75,24 m che in quel momento (29 gennaio) lo collocava al 2º posto della lista mondiale stagionale dopo il 77,18 m del tedesco Markus Esser. Il 25 febbraio nella vittoria agli assoluti invernali di Lucca si migliora a 75,50 m confermando il 2º posto nelle liste mondiali stagionali; poi si laurea campione anche agli assoluti di Bressanone.
Il 12 maggio 2012 al Meeting di Codroipo ha fatto registrare un lancio di 79,08 m (quarta migliore misura mondiale dell'anno, primato personale e quinto miglior martellista italiano di sempre), lancio che gli fa ottenere il minimo A per le Olimpiadi di Londra 2012 dove non va oltre la fase di qualificazione, così come successo agli Europei di Helsinki (Finlandia), in cui ha terminato al 15º posto, come terzo degli esclusi dalla finale.
Chiude la stagione 2012 detenendo la 1ª, 2ª e 4ª migliore prestazione italiana dell'anno (la 3ª era di Nicola Vizzoni).
Era iscritto agli italiani invernali di lanci nel 2013, ma non ha gareggiato; mentre agli assoluti di Milano ha vinto la medaglia di bronzo.
Sesto posto ai Giochi del Mediterraneo di Mersin in Turchia.
Pur avendo realizzato nel 2013 (il 23 maggio a Savona) un lancio (74,35 m) oltre il minimo B richiesto (73,50 m) entro il periodo consentito (compreso tra il 1º gennaio 2013 ed il 14 luglio 2014) per gli Europei di Zurigo (Svizzera), non è stato comunque convocato.
L'ultima gara presente tra i risultati nel suo profilo sul sito ufficiale della Federazione Italiana di Atletica Leggera l'ha disputata il 29 settembre del 2013 a Rieti, secondo posto con 65,37 m in occasione dei campionati di società assoluti finale oro.

## Progressione

### Lancio del martello
| Stagione | Misura  | Luogo                    | Data      | Rank. Mond. |
| -------- | ------- | ------------------------ | --------- | ----------- |
| 2013     | 74,35 m | Savona                   | 22-5-2013 |             |
| 2012     | 79,08 m | Codroipo                 | 12-5-2012 | 4º          |
| 2011     | 76,96 m | Pordenone                | 18-9-2011 | 23º         |
| 2010     | 73,84 m | Gorizia                  | 11-7-2010 | 55º         |
| 2009     | 69,71 m | Milano                   | 2-8-2009  | 121º        |
| 2008     | 72,17 m | San Benedetto del Tronto | 23-2-2008 | 86º         |
| 2007     | 75,03 m | Majano                   | 27-5-2007 | 47º         |
| 2006     | 72,52 m | Ascoli Piceno            | 5-3-2006  | 68º         |
| 2005     | 70,69 m | Grosseto                 | 4-6-2005  | 100º        |
| 2004     | 66,63 m | Rieti                    | 12-6-2004 | 178º        |
| 2003     | 72,72 m | Rosà                     | 27-7-2003 |             |
| 2002     | 65,23 m | Gorizia                  | 6-7-2002  |             |

## Palmarès
| Anno | Manifestazione          | Sede     | Evento              | Classifica | Misura  | Note   |
| ---- | ----------------------- | -------- | ------------------- | ---------- | ------- | ------ |
| 2003 | Europei juniores        | Tampere  | Lancio del martello | Oro        | 72,72 m | [ 17 ] |
| 2005 | Europei under 23        | Erfurt   | Lancio del martello | 4º         | 69,98 m | [ 18 ] |
| 2007 | Universiadi             | Bangkok  | Lancio del martello | 6º         | 71,41 m | [ 19 ] |
| 2011 | Universiadi             | Shenzhen | Lancio del martello | Bronzo     | 73,39 m | [ 8 ]  |
| 2012 | Europei                 | Helsinki | Lancio del martello | 15º        | 72,47 m | [ 20 ] |
| 2012 | Olimpiadi               | Londra   | Lancio del martello | 26º        | 71,55 m | [ 20 ] |
| 2013 | Giochi del Mediterraneo | Mersin   | Lancio del martello | 6º         | 71,41 m | [ 21 ] |

## Campionati nazionali
- 1 volta campione assoluto nel lancio del martello (2012)
- 1 volta campione invernale nel lancio del martello (2012)
- 2 volte campione universitario nel lancio del martello (2005, 2007)
- 2 volte campione promesse di lancio del martello (2005, 2006)
- 2 volte campione promesse di lanci invernali nel lancio del martello (2005, 2006)

2002
- Argento ai Campionati italiani invernali di lanci, (Ascoli Piceno), Lancio del martello - 64,20 m (juniores)[22]

2003
- Argento ai Campionati italiani invernali di lanci, (Gioia Tauro), Lancio del martello - 67,85 m (juniores)[23]

2004
- 7º ai Campionati italiani invernali di lanci, (Ascoli Piceno), Lancio del martello - 62,54 m (assoluti)[24]
- Argento ai Campionati italiani invernali di lanci, (Ascoli Piceno), Lancio del martello - 62,54 m (promesse)[24]
- Argento ai Campionati italiani juniores e promesse, (Rieti), Lancio del martello - 66,63 m[2]

2005
- Bronzo ai Campionati italiani invernali di lanci, (Vigna di Valle), Lancio del martello - 67,40 m (assoluti)[25]
- Oro ai Campionati italiani invernali di lanci, (Vigna di Valle), Lancio del martello - 67,40 m (promesse)[25]
- Oro ai Campionati nazionali universitari, (Catania), Lancio del martello - 69,01 m[26]
- Oro ai Campionati italiani juniores e promesse, (Grosseto), Lancio del martello - 70,69 m[27]
- 5º ai Campionati italiani assoluti, (Bressanone), Lancio del martello

2006
- Argento ai Campionati italiani invernali di lanci, (Ascoli Piceno), Lancio del martello - 72,52 m (assoluti)[28]
- Oro ai Campionati italiani invernali di lanci, (Ascoli Piceno), Lancio del martello - 72,52 m (promesse)[29]
- Oro ai Campionati italiani juniores e promesse, (Rieti), Lancio del martello - 70,62 m[30]
- Bronzo ai Campionati italiani assoluti, (Torino), Lancio del martello - 71,86 m[31]

2007
- Bronzo ai Campionati italiani invernali di lanci, (Bari), Lancio del martello - 70,27 m[32]
- Oro ai Campionati nazionali universitari, (Jesolo), Lancio del martello - 71,64 m[33]
- Argento ai Campionati italiani assoluti, (Padova), Lancio del martello - 74,67 m[34]

2008
- Bronzo ai Campionati italiani invernali di lanci, (San Benedetto del Tronto), Lancio del martello - 72,17 m[35]

2009
- 4º ai Campionati italiani assoluti, (Milano), Lancio del martello - 69,71 m[36]

2010
- Bronzo ai Campionati italiani invernali di lanci, (San Benedetto del Tronto), Lancio del martello - 69,76 m[37]
- Bronzo ai Campionati italiani assoluti, (Grosseto), Lancio del martello - 71,60 m[38]

2011
- Bronzo ai Campionati italiani invernali di lanci, (Viterbo), Lancio del martello - 66,71 m[39]
- Bronzo ai Campionati italiani assoluti, (Torino), Lancio del martello - 70,71 m[40]

2012
- Oro ai Campionati italiani invernali di lanci, (Lucca), Lancio del martello - 75,50 m[41]
- Oro ai Campionati italiani assoluti, (Bressanone), Lancio del martello - 76,29 m[42]

2013
- Bronzo ai Campionati italiani assoluti, (Milano), Lancio del martello - 72,08 m[43]

## Altre competizioni internazionali
2002
- 4º nell'Incontro internazionale juniores Italia-Gran Bretagna-Spagna, ( Gorizia), Lancio del martello - 65,23 m[44]

2003
- Argento nell'Incontro internazionale juniores Italia-Gran Bretagna, ( Nove), Lancio del martello - 68,96 m[17]

2006
- Oro nell'Incontro internazionale under 23 e under 20 di lanci lunghi Francia-Germania-Spagna-Italia, ( Tolosa), Lancio del martello - 68,76 m[45]

2012
- 6º in Coppa Europa invernale di lanci ( Bar), Lancio del martello - 72,11 m[20]

2013
- 11º in Coppa Europa invernale di lanci ( Castellón), Lancio del martello - 69,53 m[46]